# حال من بی‌تو
حال من بی‌تو نام یک آلبوم موسیقی اثر علیرضا عصار، هنرمند ایرانی است که در سبک پاپ تهیه شده و دارای ۸ آهنگ است.

## فهرست آهنگ‌ها
| ردیف | آهنگ         |
| ۱    | حال من بی تو |
| ۲    | هله عاشقان   |
| ۳    | زیر باران    |
| ۴    | ردپا         |
| ۵    | همزبون       |
| ۶    | باید بودن    |
| ۷    | فصل بهارونه  |
| ۸    | مست‌ودیونه    |